# Ewa Farna
Ewa Farna   (Třinec, 12 d'agost de 1993) és una cantant, actriu, compositora, ballarina i presentadora de televisió polonesa-txeca. Ha publicat cinc àlbums d'estudi en polonès i quatre àlbums d'estudi en txec i ha rebut certificats d'or i platí per a ells, tant a Polònia com a la República Txeca. Farna és la cantant més jove d’èxit comercial de la República Txeca. Va ser jutge a la SuperStar txeca i eslovaca el 2013, X Factor (Polònia) el 2014 i actualment és jutge a Idol (Polònia).

## Biografia
Farna va néixer el 12 d'agost de 1993 a la Haia. Va assistir a The Polish Elementary School Vendrynk, escola d'art durant cinc anys i al Gimnàs Polonès a Ceskšín. També va assistir a l'escola de dansa i va aprendre a tocar el piano. Farna va cridar l'atenció per primera vegada després de guanyar concursos de talent local tant a la República Txeca com a Polònia el 2004. Després de ser descoberta pel productor Leshek Wronka, va publicar el seu àlbum debut M2ls mje vábec rád el 2006. Va ser seguida pel seu guanyador del Hug Deadline Award ("Revelació de l'Any") el 2006. El seu segon àlbum, Ticho, que va assolir el segon lloc a la República Txeca, i una versió polonesa del seu àlbum de debut, Titulat Sam on Sam, van ser publicats el 2007. Després de la gira, el DVD Blíz ke hvízdám es va convertir en el DVD musical més venut el 2008. A principis de 2009, la versió polonesa del seu segon àlbum va ser llançada com a Cicho. A més, el 2010, Ewa va ser inclosa en un episodi de "Hela w opalach".
El seu següent àlbum, Bui Virtuální, va ser publicat el 26 d'octubre de 2009. La gira internacional també va cobrir Polònia i Eslovàquia (2009-2010). El 2010 es va publicar l'àlbum polonès "EWakuacja". L'àlbum va rebre molts premis, inclosos els Premis Viva Comet 2011 tant per a senzills com per a tot l'àlbum. Els senzills de "EWakuac" són "Ewakuacja", "Without Lez", i, més tard, el 2011, "Nie przegap". El 2011 va ser l'any del 18è aniversari d'Ewa. Es van celebrar dos concerts d'aniversari, un a la República Txeca, amb un DVD "18 Live", i un altre a Polònia amb el DVD "Live, niezapomniany concert urodzinowy". A l'octubre de 2013, Farna experimentà un nou moment d'atenció mediàtica, aquest cop pel seu àlbum "(W)Inna?", que va causar confusió. Molts van entendre el títol del disc com una referència al seu accident de cotxe de l'any anterior. El 2014, el senzill en txec d'Evin "Leporelo" va ser llançat juntament amb el vídeo musical, i la cançó "Lesek" sobre el seu mànager, Lesek Wronka.

### Accident de cotxe
Quan Ewa Farna tenia 22 anys, al maig de 2012, la cantant va estavellar el seu cotxe entre Tšinets i Vendrynk. Segons les proves realitzades, estava sota la influència de l'alcohol, amb un nivell inferior a 1°. Ella va argumentar que el dia anterior havia estat celebrant fins tard que havia aprovat els exàmens per finalitzar la secundària (anomenat matura). Així doncs, Farna s'hauria adormit al volant per l'esgotament.